# 3G
L'International Mobile Telecommunications-2000 (IMT-2000) o altrament dit 3a Generació (3G), són un conjunt d'estàndards i de tecnologies de comunicació mòbil. Es basen en recomanacions fetes per la Unió Internacional de Telecomunicacions (ITU) i el seu objectiu és el de permetre les comunicacions mòbils globals i oferir serveis multimèdia als usuaris de telefonia mòbil.

## Implementacions
S'estima que hi ha prop de 60 xarxes 3G a més de 25 països. A l'Àsia, Europa i EUA, les companyies de telecomunicacions utilitzen tecnologia WCDMA amb el suport de prop de 100 terminals designats per operar en xarxes mòbils 3G. El 2001, NTT DoCoMo (una de les principals companyies de telecomunicacions al Japó), va ser la primera empresa a llançar una xarxa WCDMA comercial. La introducció dels serveis 3G a Europa va començar l'any 2003. La xarxa 3G a Europa va rebre un fort impuls quan el Parlament Europeu va suggerir que els operadors 3G haurien de cobrir el 80% de la població de la Unió Europea a finals del 2005. D'altra banda, a l'Àfrica, Vodafone Egipte (també coneguda com a CLICK GSM) proveirà aquest tipus de servei a Egipte a mitjans de 2007.

## Ús de la 3a Generació
La implantació de les xarxes 3G s'ha endarrerit en alguns països a causa de l'enorme cost de sol·licitud de llicències de ràdio addicionals. A la majoria de països, les xarxes 3G no utilitzen les mateixes freqüències de ràdio que les xarxes 2G, obligant als operadors a construir una nova xarxa i a sol·licitar noves freqüències (una notable excepció són els Estats Units d'Amèrica, on el 3G funciona amb la mateixa freqüència que altres serveis). Una altra causa d'endarreriment és l'elevat cost d'actualitzar els equips per al nou sistema. El Japó i Corea del Sud van ser els primers a adoptar el 3G gràcies al fet que els respectius governs van prioritzar el desenvolupament d'infraestructures tecnològiques. El primer país on es va introduir el 3G a gran escala va ser el Japó. L'any 2005, prop de la meitat dels abonats utilitzaven només xarxes 3G. S'espera que a finals del 2006 la transició de 2G a 3G s'hagi finalitzat. L'èxit en la introducció del 3G al Japó va mostrar que la videoconferència no era el principal avantatge de les xarxes 3G. En canvi, la descàrrega de música va ser el servei més utilitzat pels abonats.
Tècnicament, les xarxes 3G no són xarxes IEEE 802.11 (també conegudes com a xarxes Wi-Fi). Les xarxes IEEE 802.11 són xarxes de curt rang usades principalment per accedir a Internet, mentre que les xarxes 3G són xarxes telefòniques de gran abast que han evolucionat incorporant accés a Internet de gran velocitat i videoconferència.
La quota d'usuaris de xarxes de 3G és de més de 500 milions d'usuaris arreu del món.

## Característiques
El gran objectiu de la tercera generació, era aconseguir un espectre de telefonia mòbil unificat en una sola tecnologia. No es va aconseguir, ja que a Europa i al Japó es va adoptar la tecnologia 3G UMTS i als Estats Units d'Amèrica van adoptar el CDMA-2000.
Amb les tecnologies de tercera generació, s'aconsegueixen velocitats de transmissió de dades (fins a 2Mb/s) superiors a les de les tecnologies de 2.5G o 2.75G (EDGE arribava fins a 384Kb/s).
Les característiques més significatives de la tecnologia mòbil 3G són la gran amplada de banda disponible per a suportar un nombre molt més gran de clients de veu i dades (especialment útil en zones urbanes) i l'augment de la velocitat de transmissió de les dades a un cost més baix que amb 2G.
Les xarxes 3G utilitzen una portadora de canal de 5MHz d'amplada, la qual permet unes velocitats de transferència molt més elevades que amb les xarxes 2G. Aquesta portadora de canal proporciona un ús òptim dels recursos de ràdio per als operadors que han rebut grans i contigus blocs de l'espectre. D'altra banda, també ajuda a reduir el cost d'implementar xarxes 3G en ser capaç de proporcionar altes velocitats de transferència a un gran nombre d'usuaris. 3G també permet la transmissió de 384 kbps per a sistemes mòbils i 2Mb/s per a sistemes estacionaris. Els usuaris de 3G disposaran d'una major capacitat i una eficiència millorada de l'espectre, el qual els permetrà tenir accés a un roaming global entre les diferents xarxes 3G.

Els serveis de tercera generació combinen l'accés mòbil d'alta velocitat amb els serveis basats en el protocol IP. D'aquesta manera no només s'aconsegueix una velocitat de navegació molt més ràpida sinó que s'aconsegueix explotar al màxim l'amplada de banda disponible mitjançant noves formes de comunicació, d'accés a la informació, d'oci, etc. A més a més, mitjançant la tecnologia 3G es poden realitzar diverses connexions simultànies des d'un mateix terminal mòbil de manera que l'usuari pot estar navegant per internet o connectat a alguna base de dades mentre està realitzant una trucada.

Per garantir l'èxit dels serveis 3G, aquests han de proporcionar:
- Transmissió simètrica i asimètrica d'alta fiabilitat.
- 384Kb/s en espais oberts i fins a 2Mb/s en espais tancats i amb baixa mobilitat.
- Utilització dinàmica de l'amplada de banda disponible.
- Commutació de paquets i commutació de circuits.
- Diferents serveis simultanis en una sola connexió.
- Qualitat de veu com en la xarxa fixa.
- Accés a internet, videojocs, comerç electrònic i àudio i vídeo en temps real.
- Personalització dels serveis en funció del perfil d'usuari.
- Incorporació gradual en coexistència amb els sistemes 2G.
- Un estàndard global.
- Cobertura mundial.

## L'estàndard 3G
International Telecommunications Unit (ITU): L'IMT-2000 està format per 4 interfícies de ràdio principals:
- W-CDMA: és la més generalitzada interfície de ràdio utilitzada per l'estàndard 3G.[5] Augmenta les taxes de transmissió de dades dels sistemes GSM utilitzant CDMA com a tecnología d'accés múltiple en lloc de TDMA. A més a més, W-CDMA duplexa l'espectre disponible en freqüència (Utra FDD). La primera versió completa de l'estàndard es va produir a finals de 1999 amb els requisits de les tecnologies IMT-2000, entre ells 2 Mbps de velocitat de dades, amb capacitat de velocitat de bits variable, suport de múltiples serveis, diferenciació de QoS i paquets de dades eficients. La versió 5 de març de 2002 contenia una millora de l'operació de dades de paquets d'enllaç descendent, sota el títol HSDPA.[6]

- CDMA2000: La mateixa tecnologia CDMA permet que múltiples terminals comparteixin el mateix canal freqüencial, indentificant-se cada usuari mitjançant un codi prèviament establert. No és compatible amb W-CDMA. La versió EV-DO (Evalution-Data Optimized) s'utilitza típicament per comunicacions a internet de banda ampla per mòbils. Maximitza, mitjançant tècniques d'accés CDMA i TDMA, tant el rendiment individual dels usuaris com el rendiment general del sistema. Forma part de 3GPP2.

- TD-CDMA / TD-SCDMA: Tecnologia Xinesa que es basa en una composició de la tecnologia CDMA (síncrona o no) i TDMA. Utilitza el mode TDD, el qual transmet el tràfic ascendent i descendent sobre diferents ranures de temps de la mateixa trama i freüència. L'avantatge d'aquest sistema és que els espectres ascendent i descendent s'assignen de manera flexible depenent del tipus d'informació a transmetre (fins a 2 Mbps).

- UMTS (Universal Mobile Telecommunications System): és la tecnologia successora de GSM, ja que la tecnologia GSM pròpiament dita no permetia evolucionar cap a la 3G. Les característiques d'aquesta xarxa són capacitats multimedia, una velocitat d'accés a internet elevada (capacitat per transmetre àudio i vídeo en temps real) i una transmissió de veu equiparable a la de les xarxes fixes. UMTS utilitza una comunicació terrestre basada en la interfície de ràdio W-CDMA, coneguda com a UTRA. UMTS suporta duplexació en temps (TDD) i en freqüència (FDD).L'informe de mercat de 3G desactiva inclou l'extensió i el diagrama d'elements per caracteritzar els termes clau i ofereix dades sorprenents sobre elements del mercat per als usuaris que van passar.[7]

## Xarxes i estàndards
Xarxes cel·lulars:
- GSM 850 MHz
- GSM 900 MHz
- GSM 1800 MHz
- GSM 1900 MHz
- CMDA 800 MHz
- CDMA 1900 MHz
- CDMA 2100 MHz
- UMTS 800 MHz
- UMTS 850 MHz
- UMTS 900 MHz
- UMTS 1800 MHz
- UMTS 1900 MHz
- UMTS 2100 MHz
- iDEN 800 MHz
- iDEN 900 MHz
- PHS
- TDMA
- FDMA

Estàndards de dades per a mòbils:
- CSD
- HSCSD
- GPRS
- EDGE
- UMTS
- HSDPA
- cdmaOne
- CDMA2000 1x
- CDMA2000 1xEV-DV
- CDMA2000 1xEV-DO
- WCDMA
- FOMA

## Problemes
Tot i que el 3G s'ha introduït exitosament als mercats asiàtics i europeus, existeixen una sèrie de problemes per als proveïdors i per als usuaris:
- Cost molt elevat de les llicències d'explotació dels serveis 3G.
- Grans diferències en els termes de les llicències.
- La majoria de les empreses de telecomunicacions estan fortament endeutades, cosa que fa que construir noves infraestructures per a les xarxes 3G sigui un risc.
- Suport dels Estats als operadors amb problemes econòmics.
- Efectes negatius per a la salut de les ones electromagnètiques.
- Cost i mida dels telèfons mòbils 3G.
- Falta de serveis 3G per als usuaris.
- Falta de cobertura a causa del fet que és un servei molt nou.
- Elevats preus dels serveis 3G en alguns països, inclòs l'accés a Internet.